# Hearts On Fire
Hearts On Fire er en dvd udgivet af det svenske power metalband HammerFall. dvd'en indeholder mest videoklip og blev udgivet af Nuclear Blast 4. november 2002. 

## Indhold
1. Hearts On Fire (videoklip)
2. Indspilningen til "Hearts On Fire"
3. Heeding The Call (live)
4. A Legend Reborn (videoklip)
5. Always Will Be (videoklip)
6. Renegade (videoklip)

## Bonus materiale
- Fotogalleri

## Musikere
- Joacim Cans – Vokal
- Oscar Dronjak – Guitar og bagvokal
- Stefan Elmgren – Lead Guitar
- Magnus Rosén – Bas
- Anders Johansson – Trommer